# Holly Liu

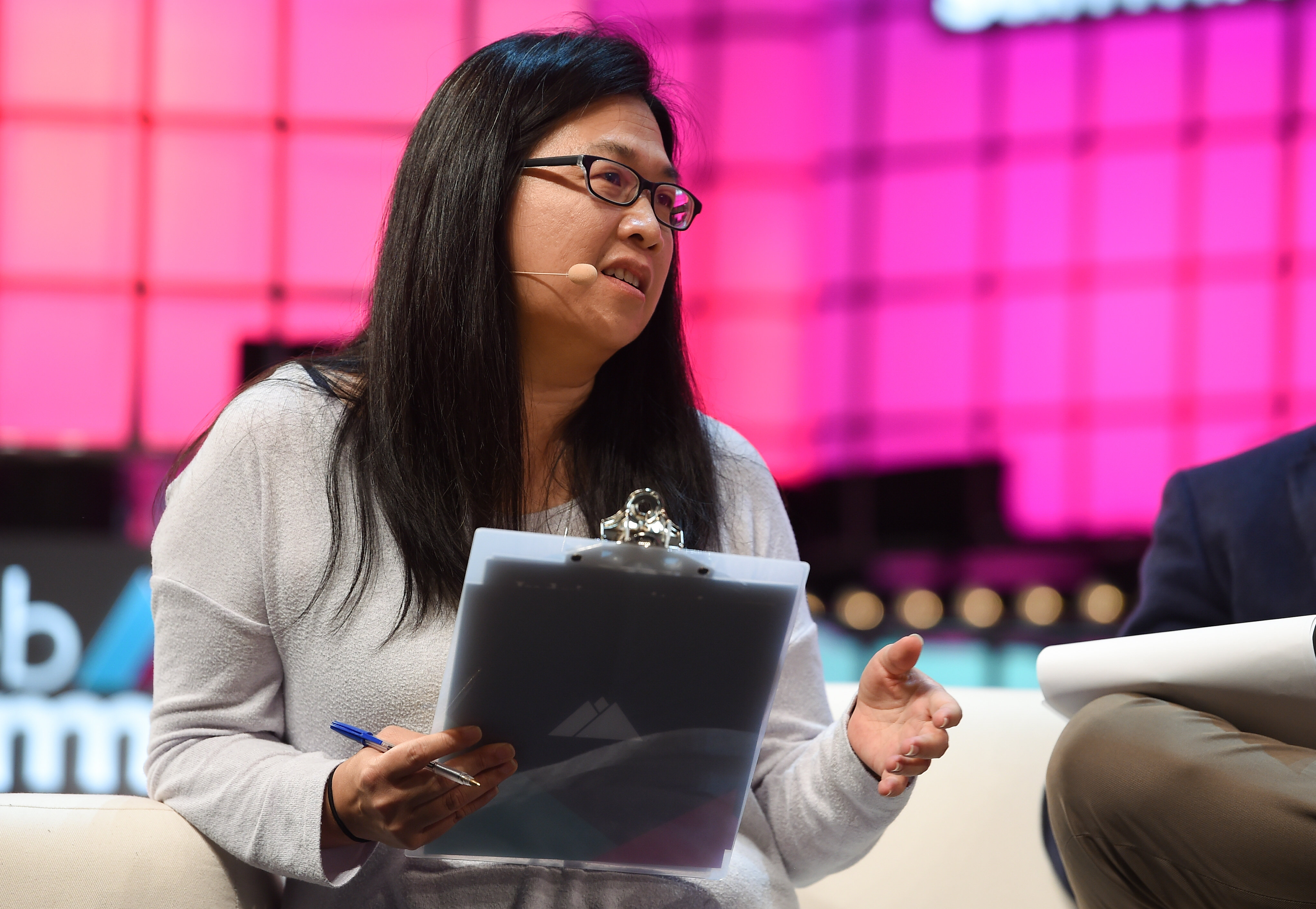
Holly Liu (2018)

Holly Liu ist eine US-amerikanische Gründerin, Seed-Investorin und Keynote-Sprecherin.

## Leben
Liu studierte an der UC Berkeley (Master 2003) sowie an der University of California, Los Angeles (Bachelor) und arbeitete im Anschluss als Sr. User Interface Designer bei AOL.
Sie ist Mitgründerin der Mobil-Gaming-Firma Kabam und der Spiele „The Hobbit: Kingdoms of Middle-earth“ sowie „Marvel Contest of Champions“. Unter ihrer Leitung wurde Kabam von $0 auf $400 Millionen Gewinn/Jahr und einen Firmenwert von > 1 Milliarde US-Dollar gebracht.
Seit September 2017 ist sie Visiting Partner bei Y Combinator. Seit Juni 2018 ist sie Board Member bei Animoca Brands.
Sie wurde von Fortune unter die „10 Most Powerful Women in Gaming“, sowie von Forbes unter die „12 Women in Gaming to Watch“ sowie unter die „10 Women Entrepreneurs to Watch from Google Ventures’ Portfolio Companies“ gewählt. 2018 wurde ihr der Technology Entrepreneurship Abie Award verliehen.